# Alvania cimicoides
Alvania cimicoides är en snäckart som först beskrevs av Forbes 1844.  Alvania cimicoides ingår i släktet Alvania och familjen Rissoidae. Enligt den svenska rödlistan är arten otillräckligt studerad i Sverige. Arten förekommer i Götaland. Artens livsmiljö är havet. Inga underarter finns listade i Catalogue of Life.

## Bildgalleri

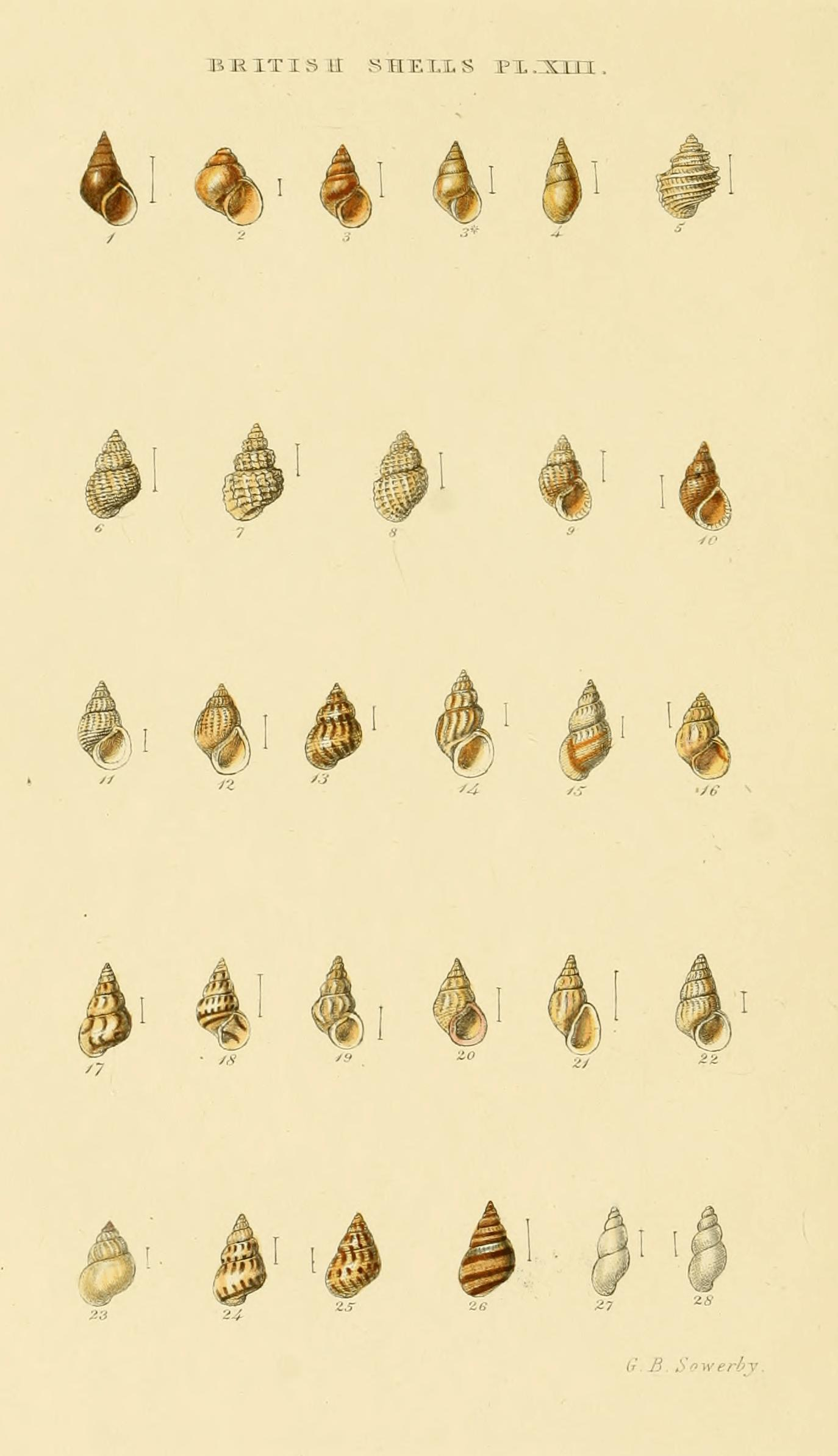